# Lijst van Stolpersteine in Noardeast-Fryslân

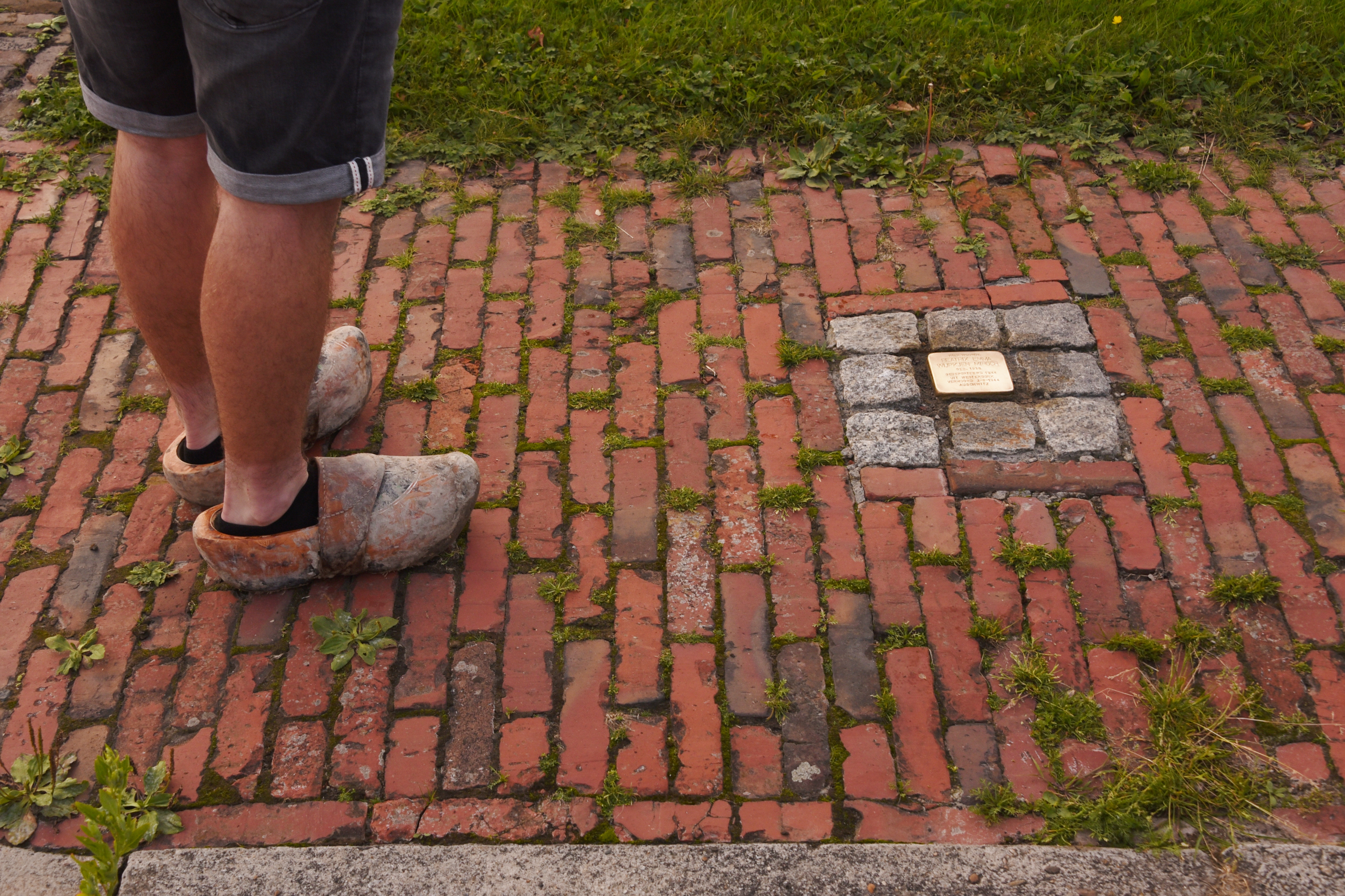
Stolperstein voor Beatrix Miroch, Holwerd

De lijst van Stolpersteine in Noardeast-Fryslân geeft een overzicht van de gedenkstenen die in de gemeente Noardeast-Fryslân in de Nederlandse provincie Friesland zijn geplaatst in het kader van het Stolpersteine-project van de Duitse beeldhouwer-kunstenaar Gunter Demnig.
Stolpersteine zijn opgedragen aan slachtoffers van het nationaalsocialisme, al diegenen die zijn vervolgd, gedeporteerd, vermoord, gedwongen te emigreren of tot zelfmoord gedreven door het nazi-regime. Demnig legt voor elk slachtoffer een aparte steen, meestal voor de laatste zelfgekozen woning.
Omdat het Stolpersteine-project doorloopt, kan deze lijst onvolledig zijn.

## Stolpersteine
In de gemeente Noardeast-Fryslân liggen twee Stolpersteine: De steen in Holwerd is gelegd op initiatief van Jan van der Velde. Hij kwam op dit idee nadat Beatrix Mirosch voor de eerste keert werd genoemd bij de Nationale Herdenking. Op maandag 8 oktober 2018 heeft Demnig de steen gelegd, in aanwezigheid van wethouder Pytsje de Graaf. De tweede stroffelstien van de gemeente ligt in Dokkum, gewijd aan de prediker Josef Wilhelm Bernard Cohen. Deze stroffelstien is op 14 april 2022 verplaatst naar de voormalige pastorie.

### Dokkum
In Dokkum ligt een Stolperstein op een adres.
| Stolperstein | Inscriptie | Adres                              | Biografie                               |
| ------------ | --- | ---------------------------------- | --------------------------------------- |
|              | HIER WOONDE JOSEF WILHELM BERNARD COHEN GEB. 1904 PREDIKANT GEARRESTEERD 22.7.1941 GEDEPORTEERD DACHAU VERMOORD 4.5.1942 SCHLOSS HARTHEIM | Dokkum, Grote of Sint-Martinuskerk | Josef Wilhelm Bernard Cohen (1904-1942) |

### Holwerd
In Holwerd ligt een Stolperstein op een adres.
| Stolperstein | Inscriptie | Adres               | Biografie                                |
| ------------ | --- | ------------------- | ---------------------------------------- |
|              | HIER WOONDE BEATRIX EMMA WIJPKJEN MIROCH GEB. 1938 GEDEPORTEERD 1944 UIT WESTERBORK VERMOORD 2-8-1944 AUSCHWITZ | Holwerd, Aylvawal 7 | Beatrix Emma Wijpkjen Miroch (1938-1944) |

## Data van plaatsingen
- 8 oktober 2018: Holwerd, een Stolperstein op Aylvawal 7
- 14 april 2020: Dokkum, een Stolperstein bij Op de Fetze 2